# Charlotte Perrelli
Charlotte Perrelli, rojena Nilsson, je švedska pevka zabavne glasbe; * 7. oktober 1974, Hovmantorp, Švedska.
Dolga leta je nastopala v skupini Wizex. Leta 1999 je na Evroviziji predstavljala Švedsko s pesmijo Take me to Your Heaven ter zmagala. Po evrovizijski zmagi se je odločila za samostojno kariero. Poročena je z Nicola Ingrosso, vendar sta si zakonca zaradi spora z družino nadela priimek Perrelli. Charlotte je januarja 2004 rodila sina Angela. Še zmerom se ukvarja z glasbo in televizijskim voditeljstvom.
Na evrovizijskih odrih je ponovno nastopila leta 2008, ko je s pesmijo Hero zasedla 18. mesto.

## Diskografija

### Albumi
- 1999 - Charlotte
- 2001 - Miss Jealousy
- 2004 - Gone Too Long
- 2006 - I din röst
- 2008 - Hero
- 2008 - Rimfrostjul
- 2012 - The Girl